# Comuna Komarivka, Monastîrîska
Komarivka (în ucraineană Комарівка) este o comună în raionul Monastîrîska, regiunea Ternopil, Ucraina, formată din satele Komarivka (reședința) și Zatîșne.

## Demografie
Componența lingvistică a comunei Komarivka
     Ucraineană (99,24%)
     Alte limbi (0,51%)
Conform recensământului din 2001, majoritatea populației comunei Komarivka era vorbitoare de ucraineană (99,24%), existând în minoritate și vorbitori de alte limbi.